# Atijah Abd al Rahman
Atijah Abd Al Rahman (arabisch جمال إبراهيم اشيتيوى زوبي المصراتي, DMG Ǧamāl Ibrāhīm Išītīwī Zawbī al-Miṣrātī, genannt عطية الله الليبى / ʿAṭiyyat Allāh al-Lībī; * 1969 oder 1970 in Libyen; † 22. August 2011 in Pakistan) war nach Darstellung des US-Außenministeriums ein hochrangiges libysches al-Qaida-Mitglied und Angehöriger der Libyschen Islamischen Kampfgruppe sowie Ansar al-Sunna. Berichten zufolge wurde er in Pakistan durch einen Drohnen-Angriff der CIA am 22. August 2011 getötet. Er ist zuvor schon im Oktober 2010 für tot erklärt worden.
Atijah Abd Al Rahman wird für jenen „Atijah“ gehalten, der im Dezember 2005 einen Befehlsbrief an Abu Musab al-Zarqawi schrieb.
Die Ankündigung des US-Außenministeriums sagt über Abd Al Rahman:
- war ein Libyer in seinen frühen 40er Lebensjahren (also geboren um 1970);
- war ein Vertreter al-Qaidas in Iran gegenüber anderen islamistischen Terrorgruppen;
- wurde von Osama bin Laden für diese Funktion ernannt;
- traf als Teenager bin Laden;
- floh 2001 mit bin Laden in die Republik Kongo.

Das US-Außenministerium hatte bis zu 1 Million US-Dollar auf ihn ausgesetzt.
Die Washington Post schrieb 2006 in einem Porträt, dass Atijah sich als Teenager in den 1980er Jahren freiwillig gemeldet hatte, in Afghanistan gegen die sowjetische Besatzung Afghanistans zu kämpfen.